# 200 mètres quatre nages masculin aux championnats du monde de natation 2023
Cet article traite de l'épreuve masculine. Pour la compétition féminine, voir 200 mètres quatre nages féminin aux championnats du monde de natation 2023.
Le 200 mètres quatre nages masculin est une épreuve de natation sportive des championnats du monde de natation 2023. Elle a lieu les 26 et 27 juillet 2023 à Fukuoka au Japon.

## Records
Avant cette compétition, les records dans cette discipline étaient :
| Record du monde       | 1 min 54 s | Ryan Lochte | 28 juillet 2021 | Shanghai, Chine |
| Record du championnat | 1 min 54 s | Ryan Lochte | 28 juillet 2021 | Shanghai, Chine |

## Résultats détaillés
Les 16 meilleurs temps se qualifient pour les demi-finales (Q), puis les 8 meilleurs demi-finalistes passent en finale (F).

### Séries
| Rang | Série | Ligne | Nageur                  | Pays              | Temps         | Commentaire     |
| ---- | ----- | ----- | ----------------------- | ----------------- | ------------- | --------------- |
| 1    | 5     | 5     | Duncan Scott            | Grande-Bretagne   | 1 min 57 s 76 | Q               |
| 2    | 4     | 5     | Daiya Seto              | Japon             | 1 min 57 s 80 | Q               |
| 3    | 6     | 6     | So Ogata                | Japon             | 1 min 57 s 88 | Q               |
| 4    | 6     | 7     | Jérémy Desplanches      | Suisse            | 1 min 58 s 00 | Q               |
| 5    | 5     | 6     | Lewis Clareburt         | Nouvelle-Zélande  | 1 min 58 s 08 | Q               |
| 6    | 6     | 3     | Thomas Dean             | Grande-Bretagne   | 1 min 58 s 20 | Q               |
| 7    | 6     | 5     | Carson Foster           | États-Unis        | 1 min 58 s 24 | Q               |
| 8    | 4     | 6     | Thomas Neill            | Australie         | 1 min 58 s 30 | Q               |
| 9    | 6     | 4     | Léon Marchand           | France            | 1 min 58 s 38 | Q               |
| 10   | 4     | 7     | Hugo González           | Espagne           | 1 min 58 s 47 | Q               |
| 11   | 5     | 4     | Shane Casas             | États-Unis        | 1 min 58 s 56 | Q               |
| 12   | 4     | 3     | Finlay Knox             | Canada            | 1 min 58 s 64 | Q               |
| 13   | 6     | 2     | Alberto Razzetti        | Italie            | 1 min 58 s 74 | Q               |
| 14   | 5     | 7     | Gabriel Lopes           | Portugal          | 1 min 58 s 77 | Q               |
| 15   | 6     | 1     | Brendon Smith           | Australie         | 1 min 59 s 03 | Q               |
| 16   | 4     | 4     | Wang Shun               | Chine             | 1 min 59 s 05 | Q               |
| 17   | 5     | 2     | Ron Polonsky            | Israël            | 1 min 59 s 15 |                 |
| 18   | 5     | 8     | Andréas Vazaíos         | Grèce             | 1 min 59 s 72 |                 |
| 18   | 5     | 9     | Berke Saka              | Turquie           | 1 min 59 s 72 |                 |
| 20   | 6     | 8     | Gal Cohen Groumi        | Israël            | 2 min 0 s 00  |                 |
| 21   | 4     | 0     | Hsing-Hao Wang          | Taipei chinois    | 2 min 0 s 01  |                 |
| 22   | 5     | 0     | Tomas Peribonio Avila   | Équateur          | 2 min 1 s 14  |                 |
| 23   | 4     | 1     | Carles Coll Marti       | Espagne           | 2 min 1 s 22  |                 |
| 24   | 3     | 5     | Bernhard Reitshammer    | Autriche          | 2 min 1 s 42  |                 |
| 25   | 4     | 8     | Minsuk Kim              | Corée du Sud      | 2 min 1 s 75  |                 |
| 26   | 5     | 1     | Adam Telegdy            | Hongrie           | 2 min 1 s 82  |                 |
| 27   | 3     | 2     | Erick Gordillo          | Guatemala         | 2 min 2 s 64  |                 |
| 28   | 3     | 0     | Munzer Mark Kabbara     | Liban             | 2 min 2 s 99  | Record national |
| 29   | 3     | 7     | Kristaps Mikelsons      | Lettonie          | 2 min 3 s 38  |                 |
| 30   | 3     | 4     | Daniil Pancerevas       | Lituanie          | 2 min 3 s 76  |                 |
| 31   | 6     | 9     | Hector Ruvalcaba        | Mexique           | 2 min 3 s 87  |                 |
| 32   | 3     | 3     | Frantisek Jablcnik      | Slovaquie         | 2 min 3 s 89  |                 |
| 33   | 2     | 4     | Bernhard Christianson   | Panama            | 2 min 4 s 71  |                 |
| 34   | 4     | 9     | Zachary Ian Tan         | Singapour         | 2 min 4 s 92  |                 |
| 35   | 6     | 0     | Hung Nguyen Tran        | Viêt Nam          | 2 min 5 s 77  |                 |
| 36   | 3     | 8     | Ronan Wantenaar         | Namibie           | 2 min 5 s 97  |                 |
| 37   | 3     | 9     | Khai Xin Tan            | Malaisie          | 2 min 6 s 31  |                 |
| 38   | 3     | 1     | Santiago Corredor       | Colombie          | 2 min 6 s 37  |                 |
| 39   | 2     | 2     | Esteban Nuñez del Prado | Bolivie           | 2 min 6 s 60  |                 |
| 40   | 2     | 5     | Jarod Arroyo            | Porto Rico        | 2 min 6 s 67  |                 |
| 41   | 2     | 3     | Simon Bachmann          | Seychelles        | 2 min 8 s 50  |                 |
| 42   | 2     | 6     | Zhulian Lavdaniti       | Albanie           | 2 min 9 s 32  |                 |
| 43   | 1     | 3     | Sizhuang Lin            | Macao             | 2 min 10 s 10 |                 |
| 44   | 2     | 1     | Nikola Ǵuretanoviḱ      | Macédoine du Nord | 2 min 13 s 17 |                 |
| 45   | 2     | 7     | Thomas Wareing          | Malte             | 2 min 13 s 80 |                 |
| 46   | 1     | 5     | Abdul El Kulaibi        | Oman              | 2 min 20 s 01 |                 |
| 47   | 1     | 4     | Hussein Suwaed          | Irak              | 2 min 20 s 23 |                 |
| 48   | 2     | 0     | Kinley Lhendup          | Bhoutan           | 2 min 28 s 39 |                 |
| -    | 2     | 8     | Filipe Gomes            | Malawi            | Forfait       | Forfait         |
| -    | 4     | 2     | Jaouad Syoud            | Algérie           | Forfait       | Forfait         |
| -    | 5     | 3     | Hubert Kós              | Hongrie           | Forfait       | Forfait         |
| -    | 3     | 6     | Matheo Mateos           | Paraguay          | Disqualifié   | Disqualifié     |

### Demi-finales
| Rang | Série | Ligne | Nageur             | Pays             | Temps         | Commentaire |
| ---- | ----- | ----- | ------------------ | ---------------- | ------------- | ----------- |
| 1    | 2     | 2     | Léon Marchand      | France           | 1 min 56 s 34 | F           |
| 2    | 2     | 4     | Duncan Scott       | Grande-Bretagne  | 1 min 56 s 50 | F           |
| 3    | 2     | 6     | Carson Foster      | États-Unis       | 1 min 56 s 55 | F           |
| 4    | 1     | 2     | Hugo González      | Espagne          | 1 min 56 s 58 | F           |
| 5    | 2     | 5     | So Ogata           | Japon            | 1 min 57 s 06 | F           |
| 6    | 1     | 4     | Daiya Seto         | Japon            | 1 min 57 s 15 | F           |
| 7    | 1     | 3     | Thomas Dean        | Grande-Bretagne  | 1 min 57 s 18 | F           |
| 8    | 2     | 7     | Shaine Casas       | États-Unis       | 1 min 57 s 23 | F           |
| 9    | 2     | 1     | Alberto Razzetti   | Italie           | 1 min 57 s 39 |             |
| 10   | 1     | 6     | Thomas Neill       | Australie        | 1 min 57 s 51 |             |
| 11   | 1     | 8     | Wang Shun          | Chine            | 1 min 57 s 97 |             |
| 12   | 2     | 3     | Lewis Clareburt    | Nouvelle-Zélande | 1 min 58 s 01 |             |
| 13   | 1     | 7     | Finlay Knox        | Canada           | 1 min 58 s 23 |             |
| 14   | 1     | 5     | Jérémy Desplanches | Suisse           | 1 min 58 s 29 |             |
| 15   | 2     | 8     | Brendon Smith      | Australie        | 1 min 59 s 35 |             |
| 16   | 1     | 1     | Gabriel Lopes      | Portugal         | 2 min 0 s 28  |             |

### Finale
| Rang               | Ligne | Nageur        | Pays            | Temps         | Commentaire     |
| ------------------ | ----- | ------------- | --------------- | ------------- | --------------- |
| Médaille d'or      | 4     | Léon Marchand | France          | 1 min 54 s 82 | Record d'Europe |
| Médaille d'argent  | 5     | Duncan Scott  | Grande-Bretagne | 1 min 55 s 95 |                 |
| Médaille de bronze | 1     | Thomas Dean   | Grande-Bretagne | 1 min 56 s 07 |                 |
| 4                  | 8     | Shaine Casas  | États-Unis      | 1 min 56 s 35 |                 |
| 5                  | 3     | Carson Foster | États-Unis      | 1 min 56 s 43 |                 |
| 6                  | 7     | Daiya Seto    | Japon           | 1 min 56 s 70 |                 |
| 7                  | 6     | Hugo González | Espagne         | 1 min 57 s 37 |                 |
| 8                  | 2     | So Ogata      | Japon           | 1 min 57 s 82 |                 |